# راندال مونروئه
راندال پاتریک مونروئه (به انگلیسی: Randall Munroe) (متولد ۱۷ اکتبر ۱۹۸۴) یک کاریکاتوریست، نویسنده و مهندس آمریکایی است که بیشتر به عنوان خالق وب‌کمیک xkcd شناخته می‌شود. مونروئه از اواخر سال ۲۰۰۶ به‌طور تمام وقت روی این کمیک کار کرده است. او علاوه بر انتشار کتابی از استریپ‌های وب کمیک، با عنوان xkcd: جلد ۰، چهار کتاب با موضوع‌های «چه اتفاقی می‌افتد؟»، «توضیح دهنده چیزها»، «چگونه باید» و «چه اتفاقی می‌افتد؟ ۲» نوشته است.